# Lissonota tristis
Lissonota tristis là một loài tò vò trong họ Ichneumonidae.